# او را نکش
او را نکش (به انگلیسی: Don't Kill It) یک فیلم ویدئویی آمریکایی کمدی ترسناک محصول سال ۲۰۱۶ به کارگردانی مایک مندز با بازی دولف لاندگرن است.

## داستان
هنگامی که یک موجود باستانی به طور تصادفی در یک شهر کوچک پدیدار می‌گردد، تنها امید مردم شهر برای بقا به یک شکارچی قدیمی و یک مامور پلیس نترس هست و…